# Joep van den Nieuwenhuyzen

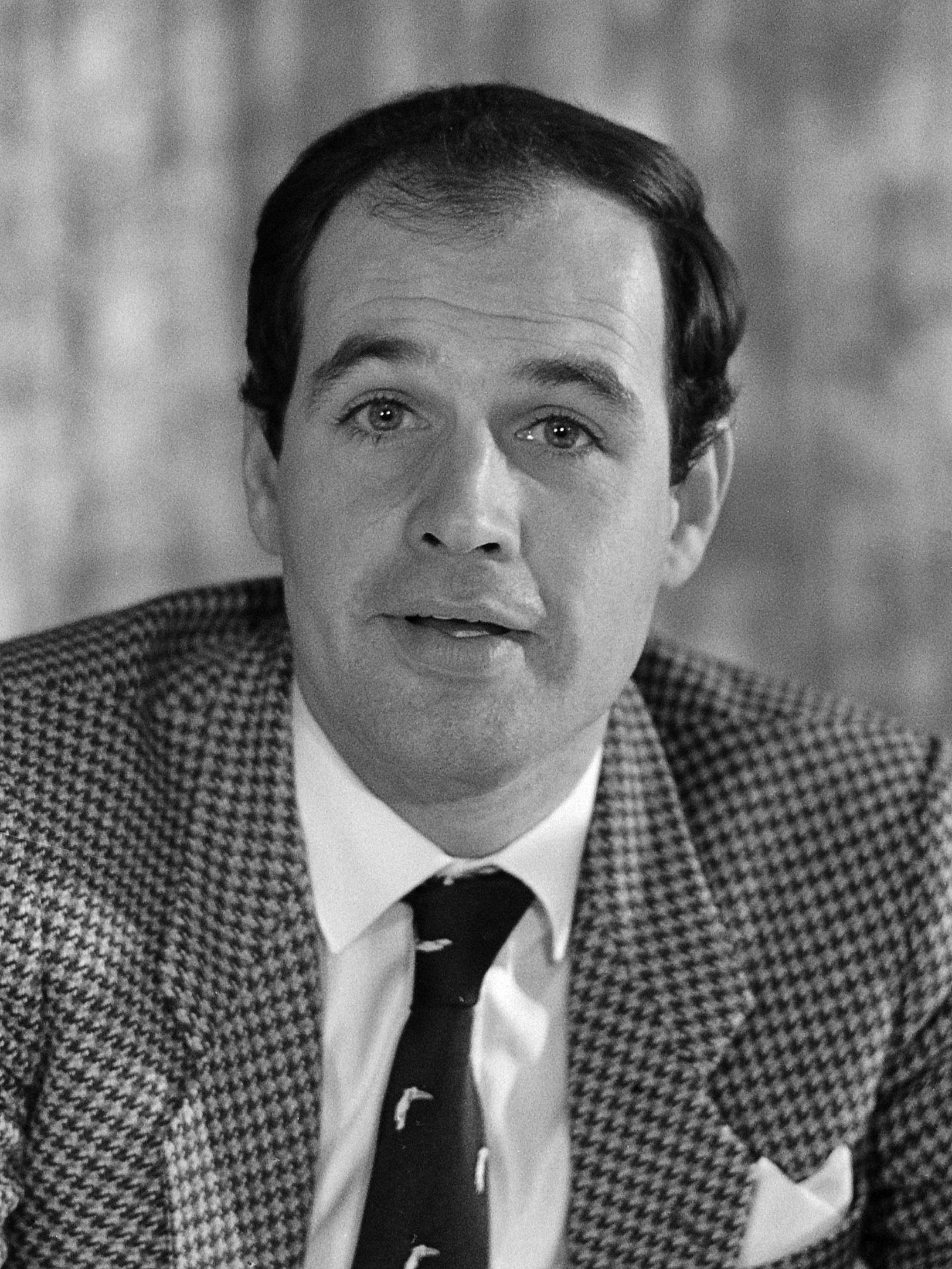
Joep van den Nieuwenhuijzen als woordvoerder bij de ontvoering van Toos van der Valk (1982)

Josephus Antonius Johannes (Joep) van den Nieuwenhuijzen (Vught, 17 november 1955) is een Nederlandse zakenman die in 1982 landelijke bekendheid verwierf door te onderhandelen met de ontvoerders tijdens de ontvoering van Toos van der Valk, zijn schoonmoeder. Hierna maakte hij naam door slechtlopende en failliete bedrijven op te kopen en weer winstgevend te maken.

## Loopbaan en bedrijven
Na het behalen van het diploma Atheneum-B aan het St. Jans Lyceum in 's-Hertogenbosch in 1974, studeerde Van den Nieuwenhuijzen van 1974 tot en met 1976 Business Administration aan de Technische Universiteit Eindhoven, waarna hij tot 1980 Economie studeerde aan de Universiteit van Tilburg.
Van den Nieuwenhuijzen begon zijn professionele loopbaan in 1981, als manager International Affairs, bij de Van der Valk Groep, een keten van meer dan 100 hotels en restaurants.
Van 1983 tot 1994 was Van den Nieuwenhuijzen CEO, bestuursvoorzitter, van de Koninklijke Begemann Groep, een Nederlands industrieel conglomeraat, genoteerd aan de Amsterdamse Effectenbeurs. Begemann's voornaamste investeringsfocus lag op industrieel gebied. De Groep nam bedrijven over, die vervolgens werden gereorganiseerd en binnen de groep werden geherpositioneerd, waardoor de winstgevendheid en de aandeelhouderswaarde van deze bedrijven toenam. De Begemann-groep groeide in enkele jaren uit tot een concern met 140 dochterondernemingen in 32 landen met een waarde van 1,35 miljard gulden.  Hij kreeg er de bijnaam bedrijvendokter mee. Na een reeks van schandalen, processen en faillissementen bestond deze groep hooguit nog op papier.
In 1996 haalde Van den Nieuwenhuijzen de Rotterdamsche Droogdok Maatschappij uit de Begemann-groep, en bouwde het uit tot een concern met ruim veertig dochtervennootschappen. Deze BV's, die alleen nog in naam aan de scheepswerf RDM herinnerden, werden gebruikt voor diverse activiteiten in de wapenindustrie en deels daarmee samenhangende financiële transacties van Joep van den Nieuwenhuyzen. In 2008 was er een reverse takeover van Ego Lifestyle waarmee de naam Begemann van de beurs verdween.
Voorts had en heeft Van den Nieuwenhuijzen ook bedrijven buiten de Begemann-groep en het RDM-concern.

## Onderscheidingen
In 1989 realiseerde Van den Nieuwenhuijzen de eerste buitenlandse industriële privatisering in de voormalige Sovjet-Unie, waarvoor hij werd onderscheiden met dienstmedailles van Krasnagorsk, district Moskou, en de Medal of Freedom van president Poetin.

## Vrijspraken misbruik van voorwetenschap
Begin jaren 90 werd Van den Nieuwenhuijzen verdacht van misbruik van voorwetenschap in de zin van artikel 336a (oud) Sr en valsheid in geschrifte in de zin van artikel 225 (oud) Sr rond het automatiseringsbedrijf HCS en misbruik van voorwetenschap bij de overname van het bedrijf Rotterdamsche Droogdok Maatschappij B.V. van de overheid door de Royal Begemann Group. In beide zaken werd Van den Nieuwenhuijzen bij afzonderlijke dagvaarding door het Openbaar Ministerie vervolgd.
In de HCS-zaak sprak de rechtbank Amsterdam Van den Nieuwenhuijzen bij vonnis van 7 april 1994 vrij voor zowel misbruik van voorwetenschap als valsheid in geschrifte. In hoger beroep werd Van den Nieuwenhuijzen in deze zaak door het gerechtshof Amsterdam bij arrest van 17 oktober 1994 veroordeeld voor misbruik van voorwetenschap. Dit arrest werd door de Hoge Raad bij arrest van 27 juni 1995 vernietigd, waarna de zaak werd verwezen naar het gerechtshof Den Haag ten einde deze opnieuw te behandelen en af te doen. Na verwijzing rekwireerde het Openbaar Ministerie tot vrijspraak van Van den Nieuwenhuijzen, omdat niet kon worden bewezen dat sprake was van voorwetenschap en misbruik daarvan. Bij arrest van 8 maart 1996 oordeelde ook het gerechtshof Den Haag dat geen sprake was van misbruik van voorwetenschap en sprak het gerechtshof Van den Nieuwenhuijzen vrij. Het gerechtshof baseerde – net als de rechtbank Amsterdam – zijn oordeel op de rapporten van deskundigen waaruit bleek dat de informatie waarover Van den Nieuwenhuijzen zou beschikken, niet als koersgevoelig viel aan te merken. In de zaak met betrekking tot de Rotterdamsche Droogdok Maatschappij B.V. werd Van den Nieuwenhuijzen in eerste aanleg door de rechtbank Amsterdam bij vonnis van 29 januari 1996 vrijgesproken. De rechtbank oordeelde dat de kennis van de onderhandelingen over de Rotterdamsche Droogdok Maatschappij B.V. niet koersgevoelig was. Tegen dit vonnis is geen hoger beroep ingesteld.
Op 22 juni 1996 hebben Van den Nieuwenhuijzen en de Royal Begemann Group de Nederlandse Staat en de Vereniging voor de Effectenhandeling Amsterdam aansprakelijk gesteld voor de door Van den Nieuwenhuijzen respectievelijk de Royal Begemann Group geleden schade als gevolg van het optreden van politie en justitie en van de Vereniging voor de Effectenhandeling in zowel de zaak omtrent HCS als de zaak omtrent de Rotterdamsche Droogdok Maatschappij B.V. De vorderingen van Van den Nieuwenhuijzen en Begemann op de Nederlandse Staat en de Vereniging voor de Effectenhandeling werden bij akte van 8 april 1997 aan de speciaal daarvoor opgerichte Stichting Begaclaim verkocht. Tevens werden de Begemann-aandelen gesplitst in een A- en een B-aandeel, waarbij de B-aandelen onder de naam 'Begaclaim' de vordering vertegenwoordigden.
Bij vonnis van 4 april 2001 verklaarde de rechtbank Den Haag voor recht dat de Nederlandse Staat door het aanvangen en voortzetten van de vervolging van Van den Nieuwenhuijzen in de zaak omtrent de Rotterdamsche Droogdok Maatschappij B.V. onrechtmatig had gehandeld jegens Van den Nieuwenhuijzen en dat dit onrechtmatig handelen aan de staat kon worden toegerekend. In hoger beroep wees het gerechtshof Den Haag bij arrest van 14 oktober 2004 echter alle vorderingen van de stichting Begaclaim af. Ten aanzien van de zaak omtrent de Rotterdamsche Droogdok Maatschappij B.V. oordeelde het hof dat de onschuld van Van den Nieuwenhuijzen was gebleken, maar dat geen sprake was van onevenredig nadelige gevolgen. In cassatie vernietigde de Hoge Raad bij arrest van 13 oktober 2006 dit arrest van het gerechtshof, omdat het alleen aankomt op het gebleken zijn van de onschuld en de evenredigheid er dan niet meer toe doet. Het oordeel van het hof gaf bovendien blijk van een onjuiste rechtsopvatting omtrent de vereisten voor een redelijk vermoeden van schuld aan misbruik van voorwetenschap, althans het oordeel was niet toereikend gemotiveerd. De Hoge Raad verwees de zaak naar het gerechtshof Amsterdam ter verdere behandeling en beslissing. Eind 2007 besloot Begaclaim de procedure te beëindigen.

## Vermoeden betaling steekpenningen Chili
In september 2005 werd Van den Nieuwenhuijzen genoemd in verband met gestelde betalingen door RDM Holding N.V. van 1,6 miljoen dollar aan Oscar Aitken, een juridisch adviseur van RDM Holding N.V. en tevens een vermeende adviseur van de Chileense oud-dictator Augusto Pinochet. Vermoed werd dat steekpenningen betaald werden aan de Chileense legerleiding, om tweedehands Leopard 1-tanks van de Nederlandse Landmacht aan Chili te verkopen. Volgens Van den Nieuwenhuijzen ging het hier echter om commissies betaald door RDM Holding N.V. aan Aitken voor geleverde diensten aan RDM Holding N.V. Voormalig algemeen directeur Walter Luijten van RDM Technology B.V. ontkende dat Aitken diensten heeft verricht voor RDM Technology B.V. Volgens onderzoek van een Amerikaanse Senaatscommissie zijn de betalingen aan Aitken niet door RDM Technology B.V. maar door RDM Holding N.V. gedaan. In april 2008 werd Van den Nieuwenhuijzen op verzoek van de Chileense autoriteiten gehoord in de smeergeldverdenking rond de levering van tanks aan het land.

## RDM-concern, faillissementen en civiele procedure
Als gevolg van onder meer geannuleerde en ingetrokken orders inzake pantservoertuigen, helikopters en het onderhoud aan onderzeeboten en het uitblijven van nieuwe orders, failleerden in 2004 en 2005 verschillende vennootschappen binnen het RDM-concern.
Op 15 november 2006 werd in een civiele procedure RDM Holding N.V. door de rechtbank ’s-Hertogenbosch veroordeeld tot terugbetaling van 6,8 miljoen euro aan de curator van het gefailleerde bedrijf SP Aerospace and Vehicle Systems B.V. (eveneens een bedrijf in het conglomeraat van Van den Nieuwenhuijzen). Aanleiding hiervoor was het oordeel van de rechtbank op vordering van de curator dat een tussen SP Aerospace and Vehicle Systems B.V. en haar grootmoeder RDM Holding N.V. gesloten overeenkomst terecht door de curator wegens paulianeus handelen was vernietigd. Tegen deze uitspraak is Van den Nieuwenhuijzen in hoger beroep gegaan. Voorafgaand aan het hoger beroep werd het beroep door RDM Holding N.V. ingetrokken, omdat partijen tot een schikking waren gekomen, waarin partijen overeenkwamen dat Van den Nieuwenhuijzen en RDM Holding N.V. geen schuld erkenden en alle betwiste activa en vorderingen door RDM Holding N.V. werden teruggekocht van de curator in het faillissement van SP Aerospace and Vehicle Systems B.V.

## Rotterdamse havenaffaire en Strafrechtelijk onderzoek faillissementsfraudes
Toen na de faillissementen bleek dat het Havenbedrijf Rotterdam garanties ter waarde van in totaal circa 180 miljoen euro aan het RDM-concern had verstrekt, ontstond een nieuwe verdenking tegen Van den Nieuwenhuijzen.
Op 23 oktober 2007 werd Van den Nieuwenhuijzen in Zwitserland aangehouden op verzoek van de Nederlandse autoriteiten naar aanleiding van vermeende faillissementsfraudes bij drie van zijn voormalige ondernemingen. Op 19 november 2007 werd hij aan Nederland uitgeleverd. Een voormalig directeur van enkele van zijn bedrijven en een secretaresse werden eveneens aangehouden. Op 4 december werd het voorarrest van Van den Nieuwenhuijzen met 2 maanden verlengd, maar voor een borg van 10 miljoen euro en inlevering van zijn paspoort werd hij op 11 januari 2008 in afwachting van het strafrechtelijk onderzoek vrijgelaten.

## Vrijspraken faillissementsfraudes en veroordeling omkoping
Op 4 april 2013 begon de rechtszaak tegen Van den Nieuwenhuijzen. Bij vonnis van 19 juli 2013 veroordeelde de rechtbank Rotterdam Van den Nieuwenhuijzen tot twee en een half jaar gevangenisstraf wegens omkoping, valsheid in geschrifte, faillissementsfraude, meineed en bezit van een vals reisdocument. Hij werd door de rechtbank vrijgesproken van het opmaken van een valse raamovereenkomst. Van den Nieuwenhuijzen ging in hoger beroep. Twee jaar later werd hij door het gerechtshof Den Haag bij arrest van 30 juni 2015 vrijgesproken van alle verdenkingen van faillissementsfraudes, meineed, het bezit van een vals reisdocument en het opmaken van een valse raamovereenkomst. Hij werd door het gerechtshof enkel veroordeeld wegens omkoping van Willem Scholten, directeur van het Havenbedrijf Rotterdam, en het medeplegen van valsheid in geschrifte doordat een overeenkomst onjuist was gedateerd. Het gerechtshof veroordeelde Van den Nieuwenhuijzen tot een geldboete en een onvoorwaardelijke gevangenisstraf conform voorarrest. In de strafmotivering oordeelde het gerechtshof dat bewijs ontbrak dat Van den Nieuwenhuijzen zichzelf op ongeoorloofde wijze had verrijkt.
Het Openbaar Ministerie en Van den Nieuwenhuijzen gingen in cassatie bij de Hoge Raad. Het Openbaar Ministerie ging in cassatie tegen de vrijspraken van alle verdenkingen van faillissementsfraudes. Van den Nieuwenhuijzen ging in cassatie tegen de bewezenverklaarde ambtelijke omkoping en de strafoplegging. De Hoge Raad verwierp bij arrest van 11 april 2017 de cassatieberoepen van zowel het Openbaar Ministerie als Van den Nieuwenhuijzen. Van den Nieuwenhuijzen bleef derhalve veroordeeld voor ambtelijke omkoping.

## Ontnemingszaak
Naar aanleiding van de – later vernietigde - veroordeling van Van den Nieuwenhuijzen door de rechtbank Rotterdam diende het Openbaar Ministerie een vordering tot ontneming van het wederrechtelijk verkregen voordeel ter hoogte van ruim 42 miljoen euro in. De basis voor deze vordering waren de drie verdenkingen van faillissementsfraude. Nadat Van den Nieuwenhuijzen door het gerechtshof Den Haag van al deze verdenkingen was vrijgesproken, maakte het Openbaar Ministerie een nieuwe berekening ter hoogte van ruim 111 miljoen euro. De basis voor deze berekening betrof de veroordeling van Van den Nieuwenhuijzen wegens omkoping.
Bij uitspraak van 21 april 2016 verklaarde de rechtbank Rotterdam het Openbaar Ministerie niet-ontvankelijk in de ontnemingsvordering voor zover deze betrekking had op de veroordeling wegens omkoping. De rechtbank oordeelde dat sprake was van een nieuwe vordering en deze vordering niet binnen de wettelijke termijn was gedaan. Het Openbaar Ministerie ging tegen deze uitspraak in hoger beroep. Op dit hoger beroep wees het gerechtshof Den Haag op 26 april 2018 arrest. Het gerechtshof vernietigde de beslissing van de rechtbank en wees de behandeling van de zaak terug naar de rechtbank, omdat naar zijn oordeel geen sprake was van een nieuwe vordering. Tegen het oordeel van het gerechtshof stond geen cassatieberoep open.
Ruim twee jaar later, op 17 november 2020 legde de rechtbank Rotterdam in de ontnemingszaak Van den Nieuwenhuijzen de verplichting op tot betaling van wederrechtelijk verkregen voordeel van 13 miljoen euro aan de Nederlandse Staat. De vordering van het Openbaar Ministerie strekte tot het opleggen van een verplichting tot betaling van een veel hoger bedrag, namelijk 105 miljoen euro. De rechtbank overwoog echter, in tegenstelling tot de benadering van het Openbaar Ministerie, dat zakelijk aangewende kredieten door ondernemingen geen privé voordeel voor Van den Nieuwenhuijzen oplevert. Van den Nieuwenhuijzen ging tegen deze uitspraak in hoger beroep.
Het gerechtshof Den Haag wees op 17 november 2022 op dit hoger beroep arrest, vernietigde het vonnis van de rechtbank Rotterdam en verklaarde het Openbaar Ministerie niet-ontvankelijk in de ontnemingsvordering wegens schending van het eerlijk proces. Dientengevolge had Van den Nieuwenhuijzen geen enkele verplichting meer tot betaling van enig bedrag aan de Nederlandse staat in het kader van de ontnemingsprocedure. Het Openbaar Ministerie ging wederom in cassatie en ditmaal tegen diens niet-ontvankelijk verklaring door het gerechtshof. In juli 2023 trok het Openbaar Ministerie zijn cassatieberoep in, waarmee thans alle gerechtelijke procedures tegen Van den Nieuwenhuijzen onherroepelijk zijn beëindigd.

## Wetenswaardigheden
- Joep van den Nieuwenhuijzen was in 1982 woordvoerder van de familie Van der Valk naar aanleiding van de ontvoering van zijn schoonmoeder Toos van der Valk
- Van den Nieuwenhuijzen was met zijn bedrijf Mingya Nanchang European Resorts als sponsor betrokken bij het formule 1-team van Spyker.
- Van den Nieuwenhuijzen is of was de eigenaar van een 50 meter lang zeiljacht, de 'Blue Gold', dat als gevolg van Cycloon Pam sinds 2015 beschadigd gestrand ligt aan de kust van Vanuatu.[26]